# Johanne Cathrine Krebs

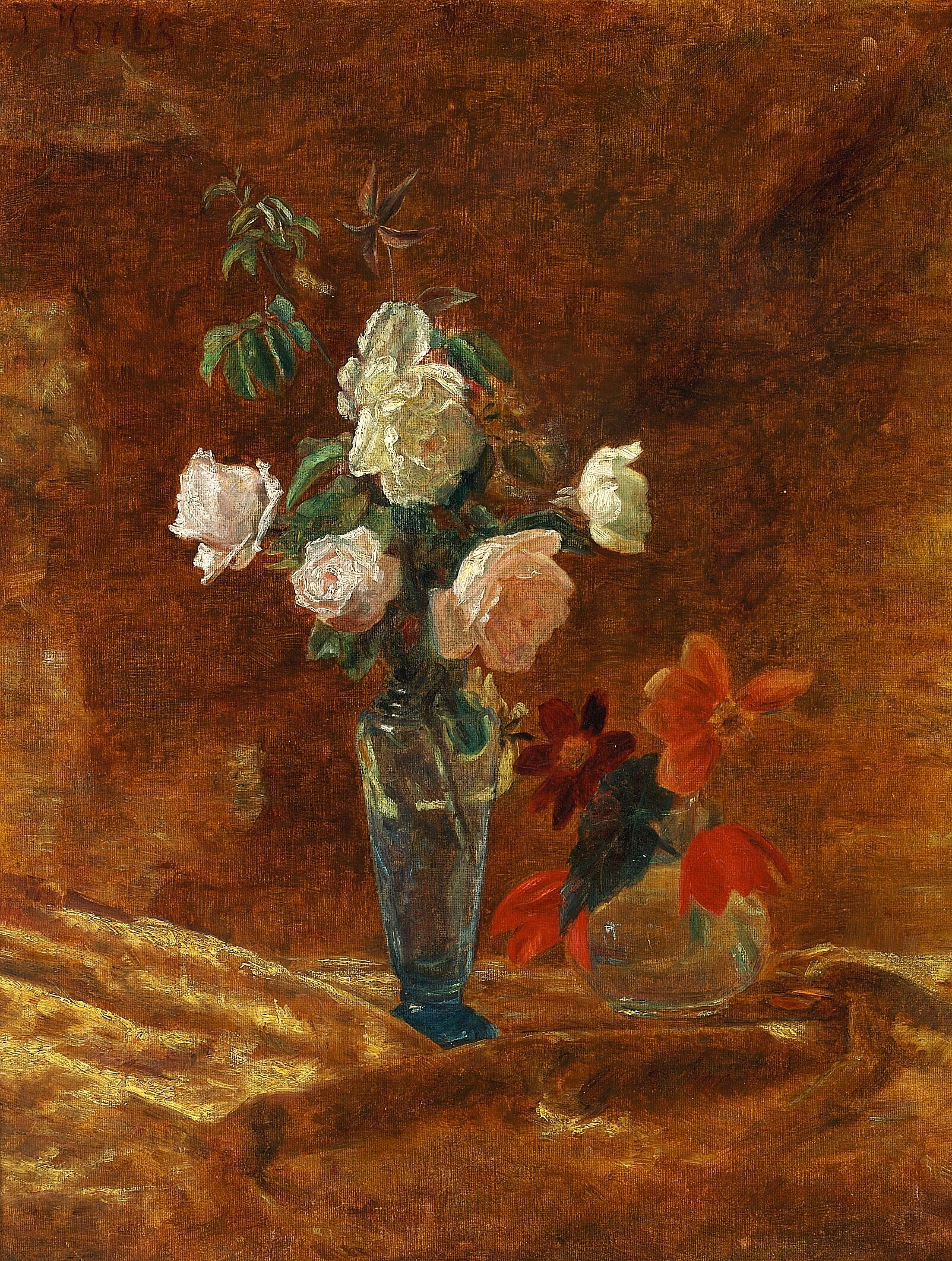
Arreglo con rosas y otras flores en jarrones

Johanne Cathrine Krebs (Byrum, 21 de abril de 1848-Copenhague, 1 de abril de 1924) fue una pintora danesa y activista por los derechos de la mujer. Fue conocida por su pintura de retratos. Participó activamente en el establecimiento del departamento de mujeres de la Real Academia de Bellas Artes de Dinamarca.

## Biografía
Nació en Byrum, Dinamarca. Su padre era amigo de los pintores Peter Christian Skovgaard (1817-1875) y Johan Thomas Lundbye (1818-1848), lo que despertó su interés por la pintura. Se convirtió en alumna de P. C. Skovgaard entre 1869 y 1871. En esa época no pudo inscribirse en la Real Academia de Bellas Artes de Dinamarca (Kongelige Danske Kunstakademi).
A principios de 1888 escribió un artículo para el periódico danés Politiken, en el que afirmaba que la Escuela para Mujeres de la Sociedad Danesa de Mujeres (Tegneskolen for Kvinders), ya existente y de carácter privado, no sustituía la admisión de mujeres en la Real Academia Danesa de Bellas Artes.
A fines de 1888, se abrió la Escuela de Arte para Mujeres de la Academia de Arte (Kunstakademiets Kunstskole para Kvinder), lo que permitió a las mujeres acceder a la enseñanza en la Academia. Se consideró que junto con Augusta Dohlmann (1847-1914) fueron las líderes de este movimiento. De 1888 a 1908 ocupó el cargo de inspectora de la escuela.
Desde 1880 hasta 1895, expuso en la Exposición de Primavera de Charlottenborg. Desde 1891 hasta 1924 expuso en la Exposición Libre (Den Frie Udstilling) de la que fue cofundadora.
Exhibió su trabajo en el Palacio de Bellas Artes en la Exposición Mundial Colombina de 1893 en Chicago, Illinois, y en 1900 en la Exposición Universal de París, donde recibió una medalla de bronce.
Murió en Copenhague el 1 de abril de 1924.